# 下道長人
下道 長人（しもつみち の ながひと）は、奈良時代の官人。姓は朝臣。官位は外従五位下・大和介。

## 経歴
宝亀8年（777年）に第16次遣唐使の判官として唐に渡り、翌宝亀9年（778年）帰路で耽羅島（済州島）に漂着した海上三狩らを日本に迎えるために、宝亀10年（779年）2月に長人は遣新羅使に任ぜられる。7月には三狩らを率いて無事に日本に帰国し大宰府に至る。
桓武朝の延暦3年（784年）外従五位下・大和介に叙任されている。

## 官歴
『続日本紀』による。
- 時期不詳：正六位上。大宰少監
- 宝亀10年（779年） 2月13日：遣新羅使
- 延暦3年（784年） 正月7日：外従五位下。3月14日：大和介